# Quận Terrell, Texas
Quận Terrell (tiếng Anh:Terrell County) là một quận trong tiểu bang Texas, Hoa Kỳ. Quận lỵ đóng ở thành phố Sanderson.6 Theo kết quả điều tra dân số năm  2000 của Cục điều tra dân số Hoa Kỳ, quận có dân số 1081 người.